# 深呼吸でゆく
『深呼吸でゆく』（しんこきゅうでゆく）は、東野純直の8枚目のシングル。1996年5月9日に東芝EMIから発売。

## 概要
東芝EMI移籍後第1弾。TBS系『チューボーですよ!』のエンディングテーマに使用された。

## 収録曲
特記以外作詞・全作曲：東野純直
1. 深呼吸でゆく
  - 編曲：村上啓介
2. 夢の地図
  - 作詞：東野純直&小林夏海、編曲：重実徹
3. 深呼吸でゆく（Instrumental）